# Gowerscher Fernsprecher
Der Gowersche Fernsprecher war ein von Frederic Allan Gower weiterentwickeltes elektroakustisches Telefon, das auf dem verbesserten Siemensschen Modell basiert.

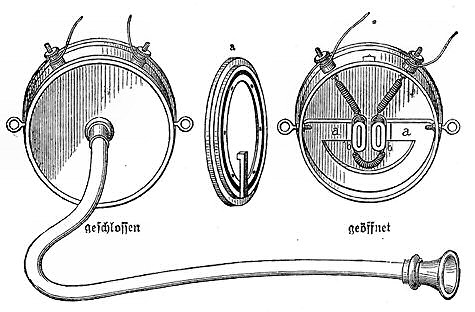
Gowerscher Fernsprecher geschlossen (links) und geöffnet (rechts)

## Funktionsweise
Der Gowersche Fernsprecher ist in Uhrenform mit einem flachen, in Form eines Halbkreises gebogenen Hufeisenmagnet aa hergestellt. Die Pole des Magnets sind mit Ansätzen von weichem Eisen versehen, auf welchen sich je eine Induktionsspule b befindet.
Die ganze Vorrichtung wird von einem Gehäuse umschlossen, dessen Deckel die vibrierende Membran trägt, während das Mundstück der bequemeren Handhabung wegen in Schlauchform gegenüber der Membran angebracht ist.
Als Signalvorrichtung für den Anruf dient eine Zungenpfeife.

## Verwendung
In den 1880er Jahren war das Gower telephone das Standard-Telefon im Bereich des General Post Office (GPO), das damals das Monopol für die Telekommunikation im Vereinigten Königreich Großbritannien und Irland innehatte. Es wurde deshalb auch als „universal telephone“ (allgemeines Telefon) bezeichnet.